# 10 juli
10 juli är den 191:a dagen på året i den gregorianska kalendern (192:a under skottår). Det återstår 174 dagar av året.

## Återkommande bemärkelsedagar

### Nationaldagar
- Bahamas nationaldag (till minne av självständigheten från Storbritannien denna dag 1973)

### Helgondagar
- Knut den helige (till minne av hans död denna dag 1086)

## Namnsdagar

### I den svenska almanackan
- Nuvarande – André och Andrea
- Föregående i bokstavsordning
  - André – Namnet infördes 1986 på 3 juli. 1993 flyttades det till 1 november och 2001 till dagens datum.
  - Andrea – Namnet infördes 1986 på 30 november. 1993 flyttades det till 1 november, för att sammanföras med André och åtföljde detta namn även 2001, då det också flyttades till dagens datum.
  - Anita – Namnet infördes på dagens datum 1986, men flyttades 1993 till 9 september, där det har funnits sedan dess.
  - Ante – Namnet infördes på dagens datum 1986, men utgick 1993.
  - Anund – Namnet infördes på dagens datum 1901, men utgick 2001.
  - Canutus – Namnet, som är den latinska formen av Knut, fanns, till minne av att den danske kungen Knut den helige dödades denna dag 1086, på dagens datum före 1901. Eftersom Knut redan fanns i den svenska almanackan (tidigare på 7 januari och sedan 1680 på 13 januari) utgick Canutus detta år.
  - Gunda – Namnet infördes 1986 på 9 september, men flyttades 1993 till dagens datum och utgick 2001.
- Föregående i kronologisk ordning
  - Före 1901 – Canutus
  - 1901–1985 – Anund
  - 1986–1992 – Anund, Anita och Ante
  - 1993–2000 – Anund och Gunda
  - Från 2001 – André och Andrea
- Källor
  - Brylla, Eva (red.): Namnlängdsboken, Norstedts ordbok, Stockholm, 2000. ISBN 91-7227-204-X
  - af Klintberg, Bengt: Namnen i almanackan, Norstedts ordbok, Stockholm, 2001. ISBN 91-7227-292-9

### Finlandssvenska almanackan
- Nuvarande från 2020[1] – Saimi, Saima
- I föregående revideringar[a][2]
  - 1929–1972 – Saima
  - 1973–2019 – Saima, Saimi

## Händelser
- 138 – Vid den romerske kejsaren Hadrianus död efterträds han av sin adoptivson Antoninus Pius. Man har länge sett hans andre adoptivson Lucius Aelius som hans självklara efterträdare, men denne har dött redan 1 januari samma år. 25 februari har Hadrianus därför adopterat Antoninus Pius, med befallningen att denne i sin tur ska adoptera Marcus Aurelius och dennes son Lucius Verus. Genom dessa sammanlänkade adoptioner är den romerska tronföljden bestämd för de följande 54 åren, då Marcus Aurelius och Lucius Verus båda sedermera blir kejsare och de sedan efterträds av Marcus Aurelius andre son Commodus.
- 988 – Den norsk-gaeliske kungen Glúniairn av Dublin erkänner Máel Sechnaill mac Domnaill som Irlands storkonung, samtidigt som han går med på att betala skatt och följa brehonernas lag. Denna dag anses därför som grundningsdatum för staden Dublin, som sedermera blir Irlands huvudstad. Glúniairn (vars namn betyder ”Järnknä”) blir emellertid dödad av en slav under ett fylleslag året därpå.
- 1086 – Den danske kungen Knut IV blir mördad i Odense domkyrka, sedan han har råkat i konflikt med stormännen om ett krigståg till England. Eftersom han bland annat har lett korståg för att kristna Kurland och Livland i Baltikum börjar hans bror Erik Ejegod efter hans död arbeta för att få honom helgonförklarad. 1101 blir han officiellt kanoniserad av påven och får snart namnet Knut den helige med festdag 19 januari (utom i Sverige och Finland, där Knutsdagen sedan 1680 firas den 13 januari) och 10 juli.
- 1296 – Den skotske kungen John Balliol blir avsatt, då stormännen anser honom som en svag och inkompetent kung, eftersom han inte har lyckats stå emot den engelska invasionen av Skottland samma år. Eftersom den skotska tronföljden är oklar och engelsmännen har besegrat skottarna i slaget vid Dunbar den 27 april utropar sig den engelske kungen Edvard I snart till kung av Skottland och förblir så i tio år, innan han blir avsatt av Robert the Bruce 1306.
- 1460 – En lancastrisk styrka på 5 000 man blir besegrad av en dubbelt så stor yorkisk styrka i slaget vid Northampton under det engelska inbördeskriget Rosornas krig. Slaget blir en avgörande yorkisk seger, eftersom den lancastriske kungen Henrik VI blir tillfångatagen och därefter får behålla kungamakten till namnet, men blir en marionettkung i yorkisternas händer, innan han blir formellt avsatt våren därpå, då den yorkiske Edvard IV istället tar över tronen.
- 1553 – Sedan den engelske kungen Edvard VI har avlidit fyra dagar tidigare, endast 15 år gammal, utropas hans kusin Frances Brandons 16-åriga dotter Jane Grey av sin svärfar hertig John Dudley av Northumberland till regerande drottning över England och Irland. Hertigen gör detta i ett försök att hindra kung Edvards syster Maria att uppstiga på tronen och därmed kunna återinföra katolicismen i England, vilket dock misslyckas, då Maria avsätter Jane endast nio dagar senare. Samma dag (19 juli) blir Maria regerande drottning av England och Irland, medan Jane fängslas och sedermera döms till döden samt avrättas året därpå.
- 1733 – Oratoriet Athalia av Georg Friedrich Händel uruppförs på Sheldonian Theatre i Oxford.
- 1869 – Gävle i Gästrikland drabbas av en stadsbrand,[3] som lägger större delen av staden norr om Gavleån i aska, då elden kommer lös i en snickarverkstad. Omkring 8 000 personer blir hemlösa då 530 byggnader brinner ner i vad som blir en av de värsta stadsbränderna i Sveriges historia.
- 1877 – Stockholms Nya Spårvägs AB, som har grundats året före, inleder Stockholms och Sveriges första spårvagnstrafik på linjerna Slussplan–Norrmalmstorg–Roslagstorg och Slussplan–Norrmalmstorg–Grevbron. Taxan är 10 öre och redan första dagen reser inte mindre än 11 000 personer med de hästdragna spårvagnarna.[4] Att bolaget heter Stockholms Nya Spårvägs AB beror på att ett tidigare bolag har gjort försök att anlägga spårväg, men det projektet har runnit ut i sanden och det nya bolaget inte tillåts ha samma namn som det gamla (Stockholms Spårvägsaktiebolag). Det nya bolaget har fått koncession på spårvägstrafik i Stockholm i 40 år från den 30 december 1876 och därför övertas verksamheten den 31 december 1916 av Stockholms Spårvägar.
- 1890 – Wyoming blir den 44:e delstaten som upptas i den amerikanska unionen.[5] Området har då varit amerikanskt territorium sedan 1868 och förutom det i sydväst angränsande Utahterritoriet har allt område runt omkring då blivit amerikanska delstater (Idaho så sent som en vecka tidigare, det vill säga den 3 juli).
- 1924 – Under sommar-OS i Paris vinner den 27-årige finländske löparen Paavo Nurmi guld på de båda löparsträckorna 1 500 meter och 5 000 meter med en timmes mellanrum. Nurmi tar totalt fem guldmedaljer under spelen och Finland blir spelens näst bästa nation (efter USA) med totalt 37 medaljer, varav 14 guld (USA tar totalt 99 medaljer och även om Frankrike tar 38 räknas det som tredje bästa, eftersom de har ett guld mindre än Finland [13 stycken]; Sverige kommer på åttonde plats med 29 medaljer, varav 4 guld).
- 1925 – I Dayton i Tennessee inleds den så kallade ”Aprättegången” (engelska: Monkey trial) mot den unge biologiläraren John T. Scopes, då han i strid mot delstatslagen Butler Act har undervisat i Charles Darwins evolutionsteori i en statsunderstödd skola. Scopes är själv osäker på om han faktiskt har undervisat om evolutionen, men anger sig själv för att driva frågan. Han döms den 21 juli till 100 dollar i böter, men domen hävs sedan på grund av en teknikalitet. Målet får stor uppmärksamhet i hela USA, då det både blir en teologisk strid och avgör huruvida den moderna vetenskapens syn på evolutionen bör läras ut i amerikanska skolor eller ej.
- 1951 – Ungefär ett år efter Koreakrigets utbrott inleds förhandlingar om vapenstillestånd mellan Nord- och Sydkorea i Kaesong. Då både den nordkoreanske ledaren Kim Il-sung och den sydkoreanske Syngman Rhee vill fortsätta striderna kommer förhandlingarna att dra ut på tiden och först två år senare (27 juli 1953) undertecknas stilleståndet i Panmunjom. Då detta endast blir ett vapenstillestånd och inte ett fredsavtal upphör visserligen striderna då, men kriget är än idag (2025) formellt ännu inte avslutat och fiendskapen och misstänksamheten mellan de båda koreanska staterna kvarstår.
- 1962 – Det amerikanska telefonbolaget AT&T skjuter från Cape Canaveral i Florida upp satelliten Telstar, som blir världens första privatägda satellit och även den första satelliten för telekommunikation. Den är ett samarbete mellan AT&T, Bell Labs, den amerikanska rymdstyrelsen NASA, det brittiska postverket och den franska post- och telestyrelsen, med vars hjälp man framförallt ska kunna kommunicera via satellit (vid denna tid kan man dock bara använda satelliten, när den befinner sig ”på rätt plats” så att säga, det vill säga transatlantisk kommunikation kan bara göras under de 20 minuter av satellitens omloppstid runt jorden, då den befinner sig över Atlanten). Denna satellit är ett första experiment och tas ur bruk i februari året därpå, men projektet fortsätter och idag (2025) finns sex telstarsatelliter i omloppsbana runt jorden.
- 1985 – Franska underrättelsetjänsten spränger miljöorganisationen Greenpeaces fartyg Rainbow Warrior i hamnen i Auckland i Nya Zeeland. Fartyget är nämligen på väg till den franska Mururoaatollen i Stilla havet, för att protestera mot de kärnvapensprängningar, som Frankrike utför där. Till en början förnekar Frankrike inblandning i sprängningen, men när det så småningom framkommer, att attentatet till och med har blivit godkänt av den franske presidenten François Mitterrand leder detta till internationella protester mot Frankrike och att landet 1987, under internationella påtryckningar, tvingas betala 8,16 miljoner dollar till Greenpeace. Provsprängningarna avbryts och återupptas inte förrän tio år senare (1995).
- 1994 – Vitryssland håller andra omgången av sitt första presidentval efter Sovjetunionens upplösning. I den första omgången (den 23 juni) har ingen av de sex kandidaterna fått egen majoritet och därför har de två med flest röster gått vidare till andra omgången. I denna omgång får Aleksandr Lukasjenko 80,6 % av rösterna mot utmanaren (dåvarande premiärministern) Vjatjaslaŭ Kebitjs 14,2 %. Dagen efter att Lukasjenko har tillträtt presidentposten (20 juli) tvingas Kebitj avgå som premiärminister och under de kommande åren tar Lukasjenko mer och mer makt, tills han har utvecklat en rent diktatorisk maktposition. I de följande valen (2001, 2006 och 2010) får han bred majoritet redan i första omgången och är landets president än idag (2025).
- 2011 – Den konservativa brittiska söndagstidningen News of the World läggs ner efter 167 års utgivning (tidningen grundades 1843). Vid nedläggningen har den en upplaga på 2,6 miljoner exemplar och är därmed en av världens största engelskspråkiga tidningar, men tvingas lägga ner på grund av en uppmärksammad telefonavlyssningsskandal, där tidningens ägarbolag News International har avlyssnat en mängd telefoner och dessutom mutat poliser i sin jakt på nyheter. Allmänhetens ilska mot bolaget och dess ägare Rupert Murdoch tvingar därmed tidningen att lägga ner verksamheten.

## Födda
- 1451 – Jakob III, kung av Skottland
- 1509 – Jean Calvin, fransk-schweizisk religionsreformator, grundare av kalvinismen
- 1606 – Corfitz Ulfeldt, dansk statsman och diplomat
- 1682 – Bartholomäus Ziegenbalg, tysk missionär, religionshistoriker och språkforskare
- 1735 – Giovanni Bertati, italiensk librettist
- 1765 – Pjotr Bagration, rysk infanterigeneral
- 1792 – George M. Dallas, amerikansk demokratisk politiker, senator för Pennsylvania 1831–1833, USA:s vicepresident 1845–1849
- 1805 – Jacob M. Howard, amerikansk politiker, senator för Michigan
- 1809 – Robert M. Patton, amerikansk politiker, guvernör i Alabama 1865–1868
- 1820 – William Robert Taylor, amerikansk demokratisk politiker, guvernör i Wisconsin 1874–1876
- 1830 – Camille Pissarro, fransk målare inom impressionismen
- 1835 – Carl Falk, svensk apotekare och riksdagsman
- 1849 – John W. Griggs, amerikansk republikansk politiker, guvernör i New Jersey 1896–1898, USA:s justitieminister 1898–1901
- 1856 – Nikola Tesla, serbisk-amerikansk uppfinnare
- 1862 – Helene Schjerfbeck, finlandssvensk konstnär
- 1867 – Max, prins av Baden och tysk politiker, Tysklands rikskansler 1918
- 1868 – Aleksandr Lukomskij, rysk militär
- 1871 – Marcel Proust, fransk författare
- 1872 – Ivar Wickman, svensk läkare
- 1885 – Richard Lund, svensk skådespelare
- 1888 – Giorgio de Chirico, italiensk konstnär
- 1894 – Elov Persson, svensk författare och serietecknare, skapare av seriefiguren Kronblom
- 1895 – Carl Orff, tysk musiker, tonsättare dirigent och musikpedagog
- 1898 – Renée Björling, svensk skådespelare
- 1902 – Kurt Alder, tysk kemist, mottagare av Nobelpriset i kemi 1950
- 1903
  - Werner Best, tysk nazistisk politiker och jurist
  - Astrid Bodin, svensk skådespelare
  - Karl Fritzsch, tysk SS-officer
- 1904 – Gunnar Olsson, svensk regissör, skådespelare och manusförfattare
- 1905 – Wolfram Sievers, tysk SS-officer och krigsförbrytare
- 1909 – Carl Henrik Nordlander, svensk jurist och ämbetsman, konsultativt statsråd 1959–1960, Sveriges riksbankschef 1976–1982
- 1910 – Sigfrid Jonsson, svensk skogsarbetare och socialdemokratisk riksdagspolitiker
- 1912 – Duško Popov, dubbelagent under andra världskriget
- 1914 – Henrik Schildt, svensk adelsman och skådespelare
- 1918 – Anbjørg Pauline Oldervik, norsk lyriker
- 1920 – Owen Chamberlain, amerikansk fysiker, mottagare av Nobelpriset i fysik 1959
- 1923 – Hans Villius, svensk historiker, författare och tv-personlighet
- 1925 – Mahathir bin Mohamad, malaysias premiärminister.
- 1929
  - Bob Bullock, amerikansk demokratisk politiker
  - George Clayton Johnson, amerikansk manusförfattare
- 1931
  - Thord Carlsson, svensk radioman och skådespelare
  - Alice Munro, kanadensisk författare, mottagare av Nobelpriset i litteratur 2013
- 1935 – Lars Edström, svensk filmöversättare, röstskådespelare, teaterchef och regissör
- 1936 – Anne-Lie Kinnunen, svensk sångare och skådespelare
- 1939 – Jonny Blanc, svensk opera- och operettsångare
- 1942
  - Ronnie James Dio, amerikansk sångare
  - Phil Gingrey, amerikansk obstetriker och republikansk politiker, kongressledamot
- 1943 – Arthur Ashe, amerikansk tennisspelare
- 1944 – Jan Lindell, svensk skådespelare, musiker, kompositör och musikarrangör
- 1946 – Sue Lyon, amerikansk skådespelare
- 1948 – Staffan Tapper, svensk fotbollsspelare, kopia av Svenska Dagbladets guldmedalj 1979
- 1950 – Tony Baldry, brittisk konservativ politiker, parlamentsledamot
- 1952 – Magnus Ehrner, svensk skådespelare
- 1957 – Ron Klein, amerikansk demokratisk politiker, kongressledamot
- 1958 – Russ Carnahan, amerikansk demokratisk politiker
- 1960 – Seth Godin, amerikansk entreprenör, författare och föreläsare
- 1964 – Mark Levengood, svensk-finlandssvensk TV-personlighet och författare
- 1970 – Helen Sjöholm, svensk sångare och musikalartist
- 1971 – Adam Foote, kanadensisk ishockeyspelare
- 1972 – Dimitra Asilian, grekisk vattenpolospelare
- 1980
  - James Rolfe, amerikansk regissör, skådespelare och manusförfattare
  - Jessica Simpson, amerikansk sångare och skådespelare
- 1982 – Sebastian Mila, polsk fotbollsspelare
- 1985
  - Mario Gómez, tysk fotbollsspelare
  - Saara-Sofia Sirén, finländsk riksdagsledamot
- 1997 – Ebba Andersson, svensk längdskidåkare

## Avlidna
- 138 – Hadrianus, romersk kejsare
- 983 – Benedictus VII, påve
- 1086 – Knut den helige, kung av Danmark
- 1103 – Erik Ejegod, kung av Danmark
- 1228 – Peder Saxesen, dansk kyrkoman, biskop i Lunds ärkestift
- 1559 – Henrik II, kung av Frankrike
- 1584 – Vilhelm I, prins av Oranien, ståthållare i Nederländerna
- 1820 – William Wyatt Bibb, amerikansk demokratisk-republikansk politiker, guvernör i Alabama
- 1851 – Louis Daguerre, fransk uppfinnare, fotograf, konstnär och kemist
- 1881 – Phineas Hitchcock, amerikansk republikansk politiker, senator för Nebraska
- 1932 – John Börjeson, svensk lektor
- 1936 – Abraham Berge, norsk politiker, statsminister 1923–1924
- 1941 – Jelly Roll Morton, amerikansk pianist, kompositör, sångare och orkesterledare
- 1942 – Viran Rydkvist, svensk skådespelare och teaterdirektör
- 1959 – Marcel Van, vietnamesisk saligförklarad redemptorist
- 1961
  - Nita Hårleman, svensk skådespelare
  - Erik Wettergren, svensk överintendent, manusförfattare konstförfattare
- 1985 – Fernando Pereira, nederländsk fotograf
- 1987 – John H. Hammond, amerikansk musikproducent
- 1989 – Mel Blanc, amerikansk röstskådespelare
- 2004 – Gunnar Brusewitz, författare, konstnär, tecknare
- 2005 – Roland Bengtsson, svensk kompositör, kammarmusiker och musiker
- 2006 – Sjamil Basajev, tjetjensk nationalistledare och islamist
- 2007 – Abdul Rashid Ghazi, pakistansk islamistledare
- 2011
  - Ragnar Lundberg, svensk friidrottare
  - Roland Petit, fransk koreograf och dansare
- 2014
  - Aimo Aho, finländsk spjutkastare
  - On Kawara, japansk konceptkonstnär
  - Carl-Adolf Murray, svensk präst
- 2015
  - Roger Rees, brittisk skådespelare
  - Omar Sharif, egyptisk skådespelare